# Раманівський спектр
Раманівський спектр (рос. спектр комбинационного рассеивания, англ. Raman spectrum) — спектр непружно розсіяного на частинках даної сполуки випромінення; становить систему супутніх ліній, розташованих симетрично відносно незміщеної лінії, частота якої збігається з частотою збуджуючого світла. Кожній супутній лінії з меншою частотою (червоній, стоксовій) відповідає фіолетова, чи антистоксова, з вищою частотою.
Синонім — спектр комбінаційного розсіяння.